# Stanegate

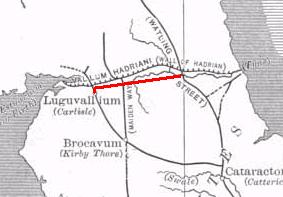
Mapa que muestra la ubicación del Stanegate

El Stanegate o «camino de piedra» (en anglosajón) fue una importante calzada romana construida en la provincia de Britania. Trazada de oeste a este, esta calzada unía los fuertes romanos de Luguvallium (Carlisle), al oeste, y Corsopitum (Corbridge) al este.

## Características

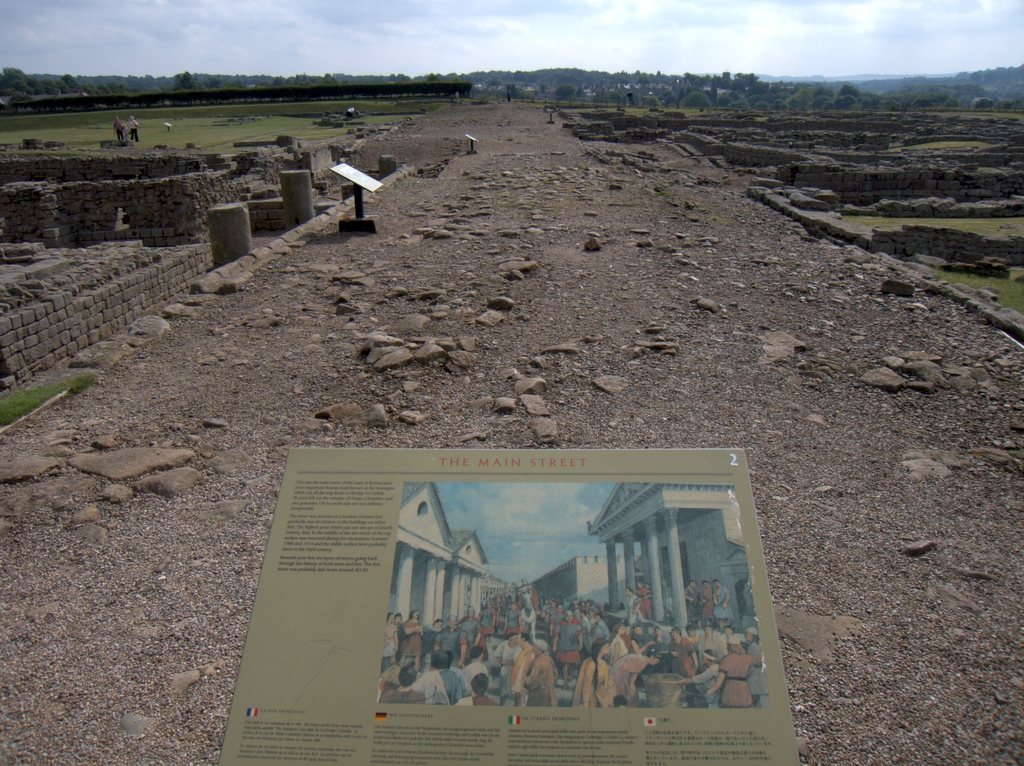
Restos del Stanegate hallados en Corbridge

Basándose en su dirección, podemos decir que el Stanegate se extendía a lo largo del Río Eden hasta Irthington. De allí, la calzada discurría a lo largo de la orilla oeste del Río Irthing hacia Gilsland, y a través del Valle del Tyne a Newcastle-upon-Tyne.
La ubicación de la Muralla de Adriano, destinada a proteger el flujo del tráfico que circulaba por el Stanegate, se basó en la localización de la citada calzada. La longitud de la muralla, que incorporaba parte de las estructuras defensivas construidas por el gobernador Agrícola, era similar a la del Stanegate (c. de 117 km) y abarcaba el ancho de la isla de Gran Bretaña por su zona más estrecha. El emperador Adriano construyó esta muralla con el objetivo de disuadir las peligrosas migraciones de los belicosos nativos del norte de Britania, no como elemento preventivo de una invasión a gran escala.